# Liste der Mitglieder der American Academy of Arts and Sciences/1820
Im Jahr 1820 wählte die American Academy of Arts and Sciences vier Personen zu ihren Mitgliedern.

## Neugewählte Mitglieder
- Peter Stephen Du Ponceau (1760–1844)
- Edward Everett (1794–1865)
- Francis Vergnies (1747–1830)
- Daniel Webster (1782–1852)